# Fonction sous-modulaire
En optimisation combinatoire, les fonctions sous-modulaires sont des fonctions d'ensemble particulières.
Soient E un ensemble et f une fonction qui à tout sous-ensemble X de E associe un réel f(X), on dit que f est sous-modulaire si l'inégalité suivante est vérifiée pour tous sous-ensembles X et Y de E
{\displaystyle f(X\cap Y)+f(X\cup Y)\leq f(X)+f(Y).}
Les fonctions sous-modulaires peuvent être vues comme l'analogue discret des fonctions convexes.

## Définition
Soient E un ensemble et f une fonction qui à tout sous-ensemble X de E associe un réel f(X), on dit que f est sous-modulaire si l'inégalité suivante est vérifiée pour tous sous-ensembles X et Y de E
{\displaystyle f(X\cap Y)+f(X\cup Y)\leq f(X)+f(Y).}
Une définition équivalente est que pour tout {\displaystyle X,Y\subseteq E} avec {\displaystyle X\subseteq Y} et tout {\displaystyle x\in E\backslash Y} on a : {\displaystyle f(X\cup \{x\})-f(X)\geq f(Y\cup \{x\})-f(Y)}. Cette définition est parfois appelée loi des rendements décroissants, notamment dans l'application à l'économie.

## Exemples
Des exemples de fonctions sous-modulaires sont les fonctions de rang des matroïdes, ou en théorie des graphes la fonction qui associe à tout sous-ensemble de sommets d'un graphe la cardinalité de sa coupe. On trouve aussi des exemples en théorie de l'information, comme l'entropie de Shannon, ou dans la théorie des probabilités.

## Aspects algorithmiques
Le résultat important en algorithmique à propos des fonctions sous-modulaires est le suivant :
On peut minimiser une fonction sous-modulaire en temps (fortement) polynomial.
Un cas particulier est le calcul de la coupe minimum d'un graphe.
A contrario, la maximisation d'une fonction sous-modulaire définit un problème de décision NP-complet, mais sa résolution via un algorithme glouton fournit un algorithme d'approximation. Le problème de couverture maximale est un exemple de telle maximisation.

## Utilisations
Ce type de fonction apparait en apprentissage automatique. Par exemple, en sélection de caractéristique, étant donné des données de grande dimension, on cherche à trouver un petit ensemble de variables qui soit les plus pertinentes, et cette pertinence peut parfois être représentée par une fonction sous-modulaire.